# OlharFilmes/Samsara Film
OlharFilmes/Samsara Film é uma produtora independente de filmes brasileira fundada e dirigida pelo cineasta Paulo Leão

## História
A trajetória da produtora inicia-se com o documentário Por Que Você Veio Morar Aqui?.
Com início da produção em 2006, o documentário de 46 minutos reúne entrevistas realizadas em diversas cidades de Minas Gerais, nas quais pessoas que deixaram suas cidades natais relatam suas histórias. Lançado em 2009 na Mostra CineBH Brasil e França, o filme delineou uma identidade cinematográfica inspirada por narrativas que reflitam o olhar humano. 
| “ | Ampliando o espaço para as cidades, Paulo Leão coloca em pauta, através da pergunta que dá título a 'Por Que Você Veio Morar Aqui?', outra questão de foro absolutamente íntimo... cujas respostas serão sempre incomuns, pois pessoais e intransferíveis. Longas e Médias Contemporâneos, Eduardo Valente - cineasta e crítico de cinema, outubro de 2009. | ” |

Após a estreia bem-sucedida, nos anos posteriores seguiram-se vários trabalhos com ótima repercussão principalmente no cenário internacional.

## Filmografia

### Filmes
Por Que Você Veio Morar Aqui? (2009)  
- Documentário de média-metragem que investiga as razões que levam pessoas a deixarem suas cidades de origem. Mostra CineBH Brasil e França.
A Hora (2013)  
- Curta-metragem que retrata a rotina opressiva e as humilhações vivenciadas por uma mulher em meio à violência doméstica. Desenvolvido para a campanha brasileira Em Briga de Marido e Mulher Se Mete a Colher, o filme aborda dinâmicas abusivas nas relações afetivas. Indicado ao Prêmio Avon 2013, nas categorias 'Melhor Diretor' e 'Melhor Filme'.
I Miss You (2015)  
- Curta-metragem que evoca o sentimento da saudade por meio de uma narrativa fragmentada e imagens sugestivas, acompanhada pela música-título de Snowflake. A obra foi selecionada e exibida em diversos festivais internacionais e premiada no International Open Film Festival 2016, nos EUA.
Happy Birthday (2016)  
- Drama que marca uma etapa importante na filmografia de Paulo Leão. O filme explora o tema da solidão e a efemeridade da vida. Amplamente reconhecido no cenário internacional, Happy Birthday foi oficialmente selecionado em mais de 50 festivais de cinema tendo conquistado diversos prêmios, tais como 'Melhor Filme' (HeadLine International Film Festival 2016 Canada), 'Melhor Diretor' (North American Film Awards 2016 USA), 'Great Talent' (Cinema Of The World International Film Festival 2023 India), 'Honorable Mention' (WideScreen Film & Music Video Festival 2024 Canada), 'Best Experimental Film' (Black & White Film Festival 2024 Canada), 'Best Cinematography' (Monthly Festival for Trailers 2025 USA), etc
Good Night (2023)  
- Filme de terror psicológico lançado em 13 de agosto de 2023, exclusivamente com narrativa fundamentada em recursos visuais e sonoros e sem diálogos, totalmente em preto e branco. Com indicações e prêmios nos festivais Black & White Film Festival, Toronto SCI-FI/Fantasy Festival e Hollywood North Film Festival, entre os anos de 2024 e 2025 no Canadá.
J'Adore Travailler (2024)  
- Curta-metragem que reflete sobre a dualidade entre a paixão pelo trabalho e o desgaste provocado pelas pressões cotidianas. Com uma narrativa marcada pela ironia, o filme põe em questão a busca incessante por realização pessoal na modernidade. Estreou na mostra Lift-Off Filmmakers Sessions 2025, no Reino Unido. Tem participado de outros Festivais e foi premiado como 'Best Micro Short' no Los Angeles Comedy Film & Screenplay Festival. 

### Clipes
Muito Muito Pouco (2014)
- Para Arnaldo Antunes, indicado ao prêmio de melhor clipe para o artista e melhor clipe do ano - Festival Clipes e Bandas.
Extranha (2015)
- Para Jards Macalé, indicado ao prêmio de melhor clipe para o artista - Festival Clipes e Bandas.
Paris Dakar (2017)
- Para Marina Lima, indicado ao prêmio de melhor clipe para o artista - Festival Clipes e Bandas.
In The Stars (2024)
- Para o álbum Nas Estrelas, prêmio Honorable Mention no WideScreen Film & Music Video Festival - Canada.

## Estilo e Filosofia
A identidade da OlharFilmes/Samsara Film reflete a visão artística de Paulo Leão. Ao abordar desde questões sociais até estados subjetivos da existência, o trabalho do diretor convida o espectador a uma profunda reflexão sobre a condição humana, ampliando o reconhecimento da produtora no universo do cinema autoral. 